# Fotóforo

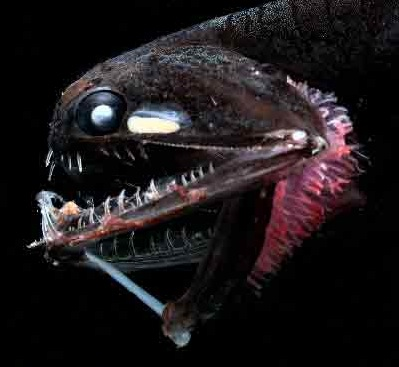
Fotóforo en el pez de mar profundo Photostomias guernei.

Un fotóforo es un órgano que emite luz que se puede observar como puntos luminosos en varios animales marinos, incluidos peces y cefalópodos. El órgano puede ser simple o tan complejo como el ojo humano; equipado con lentes, obturadores, filtros de color y reflectores. La luz puede ser producida por componentes durante la digestión de la presa, de células mitocondriales especializadas llamadas fotocitos (células que producen luz), o asociado con bacterias simbióticas en organismos de cultivo.
El carácter de los fotóforos es importante en la identificación de peces bentónicos.
Los fotóforos en los peces son usados principalmente para atraer a la presa o confundir a los depredadores.

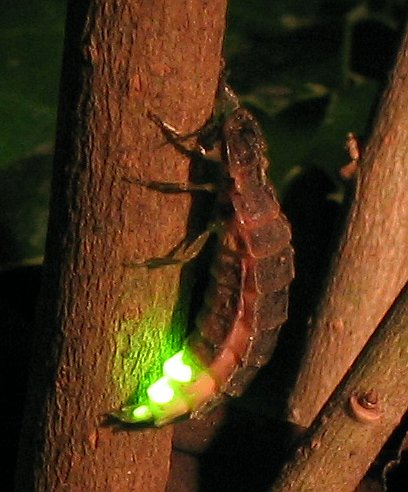
Fotóforo en un lampírido (Lampyris noctiluca) hembra.